# Kazimierz Józef Ukolski
Kazimierz Józef Ukolski herbu Kościesza (zm. ok. 1742 roku) – podkomorzy trocki w latach 1738–1742, ciwun trocki w latach 1724–1739, podwojewodzi trocki w latach 1723–1736, uczestnik i sekretarz sejmu nadzwyczajnego pacyfikacyjnego 1736 roku, dyrektor trockiego sejmiku gromnicznego 1728 roku, dyrektor trockiego sejmiku gospodarskiego 1736 roku, dyrektor trockiego sejmiku gromnicznego 1737, 1738 i 1739 roku.
Jako poseł na sejm konwokacyjny 1733 roku z województwa trockiego był członkiem konfederacji generalnej zawiązanej 27 kwietnia 1733 roku na tym sejmie. W czasie elekcji w 1733 roku został sędzią generalnego sądu kapturowego. Poseł powiatu trockiego na sejm 1736 roku. Poseł powiatu grodzieńskiego na sejm 1740 roku.
Marcin Matuszewicz we wspomnieniach swoich z lat 1733–1764 pisał o nim i podstarościm upickim, Straszewiczu:
Wielkie między nimi [Straszewiczem i Ukolskim] były emulacje, a obydwa od przeciwnych stron sobie brali korupcje. Na resztę gdy się im obodwom naprzykrzyły emulacje, rzekł jeden do drugiego: „Czego się mamy między nami kłócić, lepiej i ty ber, i ja ber, a zgódźmy się z sobą” [...] Ja na to odpowiedziałem, że tego czynić nie mogę, i takowym berkiem być nie chcę.